# Попов Олександр Олександрович (футболіст)
Олександр Олександрович Попов (рос. Александр Александрович Попов; нар. 22 листопада 1948, Ростов-на-Дону, РРФСР — пом. січень 2014) — радянський футболіст, нападник. Майстер спорту (1967).

## Життєпис
Грав за команди вищої ліги СКА (Ростов-на-Дону) (1967-1972) та «Зоря» (Ворошиловград) (1973-1974). У 1975-1977 роках виступав за «Даугаву» (Рига) у другій та першій лігах.
Провів три неповних матчі в Кубку чемпіонів 1973/74.
Фіналіст Кубка СРСР 1969 року.